# Charles-François de Bonnay
Charles-François, marquis de Bonnay, né le 22 juin 1750 à Cossaye et mort le 25 mai 1825 à Paris, est un militaire, diplomate et homme politique français.

## Biographie
D'une ancienne famille noble du Nivernais, il fut nommé page du roi Louis XV en 1765. En 1768, il rentre comme sous-lieutenant au régiment du roi-dragons. En 1774, il est nommé exempt des gardes du corps du roi (compagnie de Villeroy), avec brevet de capitaine de cavalerie. En 1776, il passe sous-lieutenant des gardes du corps, puis mestre de camp de cavalerie en 1779.
Élu, le 23 mars 1789, député suppléant de la noblesse aux états généraux par le bailliage du Nivernais et du Donziois], il fut admis à siéger dès le 21 juillet suivant, en remplacement du comte de Damas d'Anlezy, démissionnaire.
La déclaration des droits de l'homme et du citoyen lui doit ses articles 7, 8, 9 (non rétroactivité des lois pénales). L'article 10 est introduit à son initiative (liberté d'opinion).
Élu président de l'Assemblée, le 13 avril 1790, le 5 juillet, il soutient les ministres, surtout Armand Marc de Montmorin Saint-Hérem, attaqué pour avoir autorisé le passage des troupes autrichiennes sur notre territoire, et défendit les gardes du corps accusés par Chabroud d'avoir provoqué les journées des 5 et 6 octobre 1789. Il est considéré comme un des collaborateurs du journal les Actes des Apôtres, dirigé par Jean-Gabriel Peltier. Il préside la fête de la Fédération le 14 juillet 1790 « suscitant l'ire de Mirabeau ». 
Réélu président en décembre 1790, il refusa.
Au retour de Varennes, Bonnay fut accusé d'avoir su la fuite du roi ; il s'en défendit avec succès : « Si le roi m'avait consulté, dit-il, je ne lui aurais pas conseillé ce voyage ; mais si j'avais reçu l'ordre de l'accompagner, je me serais empressé d'obéir et de mourir à ses côtés ». Quand le pouvoir exécutif fut retiré au roi, M. de Bonnay déclara qu'il ne prendrait plus part aux délibérations de l'Assemblée.
Il émigra avec le comte de Provence pour remplir près de lui les fonctions de ministre pendant son séjour à Varsovie, puis en Angleterre.
En juin 1814, le roi le nomma ministre plénipotentiaire à Copenhague ; il resta à ce poste pendant les Cent-Jours. Nommé Pair de France par Louis XVIII le 17 août 1815, il vota pour la mort dans le procès du maréchal Ney, fut promu lieutenant-général, le 31 octobre 1815, et nommé, le 2 mars 1816, envoyé extraordinaire et ministre plénipotentiaire à Berlin.
Pendant la session de 1816, dans un discours à la Chambre haute, il se plaignit hautement des entraves que la Chambre introuvable apportait à la marche du gouvernement.
Il fut nommé ministre d'État et membre du Conseil privé du roi en 1820 et gouverneur du château royal de Fontainebleau en 1821. Il meurt le 25 mars 1825 à Paris.
Bonnay est l'auteur spirituel d'un poème héroï-comique, la Prise des Annonciades, qu'il composa lorsque M. de Barentin fut vainement recherché dans ce couvent, dont sa sœur était l'abbesse.
Les papiers personnels de Charles-François de Bonnay sont conservés aux  Archives nationales sous la cote 37AP : Inventaire du fonds 37AP.

## Sources
- « Bonnay (François, marquis de) », dans Pierre Larousse, Grand dictionnaire universel du XIXe siècle, Paris, Administration du grand dictionnaire universel, 15 vol., 1863-1890 [détail des éditions].
- Hélène Maspero-Clerc, Un journaliste contre-révolutionnaire Jean-Gabriel Peltier (1760-1825), Sté d'Études Robespierriste, Paris, 1973, 340 p. Page 27.
- François Duluc, Le marquis de Bonnay. Le père oublié de la Déclaration des droits de l'homme, Passés composés, Paris, 2022, 416 p.  (ISBN 978-2-37933-855-7)